# Osowa Góra (stacja kolejowa)
Osowa Góra – nieczynna końcowa stacja linii kolejowej z Puszczykówka, znajdująca się w Mosinie, ok. 1,5 km od szczytu Osowej Góry.

## Historia eksploatacji
Budowę linii i dworca rozpoczęto w 1910 roku, ukończono w 1912 roku. Od tego czasu, aż do 1939 intensywnie użytkowana. W okresie letnim była to najbardziej uczęszczana linia kolejowa w województwie poznańskim. Przyjeżdżały tu pociągi z Dworca Letniego w Poznaniu. Stacja była wykorzystywana przez pacjentów i odwiedzających sanatorium w Ludwikowie. Pociągi na tej linii ruszyły znowu w 1945 roku. Od 1957 roku XX wieku najpopularniejszy punkt dojazdowy na teren Wielkopolskiego Parku Narodowego. Niedaleko stacji ustawiono w 1958 roku głaz pamiątkowy prof. Adama Wodziczki – inicjatora powstania Parku.
Ruch pociągów na tej linii został zawieszony w 1999 roku. Ostatni pociąg przyjechał 1 października 1999 roku. Od tej pory linia i budynki zaczęły niszczeć. 
W roku 2013 linia znów stała się przejezdna. Otwarta została Mosińska Kolej Drezynowa, dojeżdżająca do Osowej Góry. Z toru usunięto krzewy i śmieci. Po czternastu latach od zamknięcia pojawiły się na szlaku pojazdy szynowe – napędzane siłą mięśni (drezyny). Od kwietnia 2014 roku rozpoczęto drobne remonty. Budynki odgruzowano. 
Obecnie (co najmniej od lipca 2023 r.) drezyny nie kursują - przyczyną są sprawy formalne. Także w 2023 roku, pojawiły się na stacji opłotowania obiektów stacyjnych. Nie można już wejść do budynków. Na ścianach zamontowano tabliczki z ostrzeżeniem, o możliwości zawalenia się obiektów. 
Dawniej na stacji Osowa Góra znajdowały się dwa tory, obecnie cała linia – od wyjazdu z Puszczykówka do kozła oporowego w Osowej Górze – składa się z jednego toru bez rozjazdów i odgałęzień.